# Аудиторія ЗМІ
Аудиторія ЗМІ — сукупність людей, які користуються  певним типом засобів масової інформації, що подобається саме їм (газетами, радіо, телебаченням, ресурсами інтернету); або публіка конкретного ЗМІ (періодичного видання, радіостанції, телеканалу, інтернет-сайту); або ж споживачі одиничного тексту чи медіатексту (радіопередачі, телепрограми і т. п.).
Аудиторія, як складова частина функціонуючої системи журналістики, достатньо самостійна. Читачами, глядачами, слухачами стають за власним бажанням. Якщо певний орган ЗМІ відповідає інформаційним потребам індивіда, індивід залишається в складі його аудиторії.
З точки зору соціології журналістики, аудиторія визначається як сукупність людей — адресатів творів журналістів, що виникає на основі їх  спільних інформаційних інтересів і потреб, а також форм, способів і каналів їх задовільнення.
Аудиторію слід характеризувати як невизначено чисельну і якісно неоднорідну групу людей, що вступають у взаємозв'язки зі ЗМІ. Ключовим поняттям у цьому разі є взаємозв'язок — явище, що виражається в активній (пряме звернення до редакції з листом або обговорення телепередачі), і в значно звичнішій пасивній формі (споживання продукції редакційного виробництва).
Кількісні і якісні дослідження аудиторії — важливий елемент маркетингу ЗМІ, визначення рекламної політики і перевірки ефективності реклами в ЗМІ. Вони служать як самим видавцям ЗМІ, так і рекламним агентствам і рекламодавцям. Дослідження аудиторії ЗМІ з точки зору маркетингу — складова частина медіадослідження. Один з важливих кількісних показників аудиторії ЗМІ — частка ринку.

## Історія
На Заході перші серйозні кроки у вивченні аудиторії виконувались в 1920-1930-х роках у США, коли виникла проблема визначення обсягів аудиторії радіослухачів у зоні стабільного прийому сигналу. Тоді ж склалися такі методи опитування, як анкетування з відправленням анкет поштою і інтерв'ювання face-to-face . Дещо пізніше, з розвитком телефонізації в США і в зв'язку з усвідомленням того факту, що радіоінформація ненадовго затримується в пам'яті слухачів, виникло два різновиди методик. Перша передбачала телефонне опитування в процесі прослуховування, друга — на наступний день після виходу передачі в ефір. В той же період виникли перші комерційні соціологічні служби, які спеціалізувались виключно на вимірюванні аудиторії.
В той же час сформувались перші методи дослідження аудиторії газет і журналів крім регулярного аналізу редакційної пошти і відстежування даних щодо збуту тиражу, один з цих методів передбачував з'ясування упізнаваності марки видання. Респондентам пред'являли приблизно десять логотипів різноманітних видань і просили відповісти на ряд питань. Другий метод полягав у тому, що респонденту висували список видань і  з'ясовували, що він читав в них впродовж  певного хронологічного періоду.
В Європі перший досвід в області аудиторометрії належить британській державній корпорації ВВС (Бі-Бі-Сі), котра із середини 1930-х років веде щоденні вимірювання аудиторії.
На початку 1940-х років у США трапилась наступна етапна подія. В експлуатацію був введений пристрій, що називався аудіометр. Він підключався до стаціонарного радіоприймача і дозволяв фіксувати режим його роботи. Таких апаратів було виготовлено більше 1000. Однак криза цього способу збору змін виникла з появою переносних і автомобільних приймачів.
У 1940-ві роки відповіддю соціологів на технічні удосконалення ринку стало введення нової опитувальної методики, іменованої як щоденникова панель. Її базові особливості збереглись досі. Суть в тому, що визначена кількість респондентів протягом тижня заповнює опитувальні таблиці, створені з урахуванням певних соціально-демографічних характеристик і з урахуванням сітки віщання. Група постійних респондентів вибирається на комерційній основі і з урахуванням  соціально-демографічних характеристик.
В 1970-ті роки з'явились прибори, що дозволяють проводити вимірювання телеаудиторії напівавтоматизованим електронним способом. На початку це були пульти управління телевізорами. Кнопки пульту стали використовуватися для фіксації не тільки самого факту включення, але і кількості глядачів. Прибор отримав назву «people meter» (ТВ-метр). Протягом чверті століття цей пристрій постійно удосконалювався, тому потребував все менше і менше втручання зі сторони телеглядача. На сьогодні це найбільш досконалий і одночасно найбільш вартісний спосіб вимірювання телеаудиторії.

## Характеристики аудиторії
В аудиторії ЗМІ, як правило, «змішуються» несхожі за соціально-демографічними ознаками люди, і єдине, що їх ріднить, — це інтерес до даного джерела інформації.
Величина аудиторії — показник соціальної значимості і масштабу впливу певного джерела інформації. Завоювання все більш широкої аудиторії для джерел інформації представляє один із важливих практичних результатів інформаційно-пропагандистської діяльності держави, різноманітних громадських організацій і об'єднань громадян.
Одним із найважливіших факторів, визначення якісної характеристики аудиторії — є рівень освіченості. Він виявляє прямий вплив на вибір аудиторією того чи іншого джерела інформації, ступінь розуміння і використання змісту пропонованої інформації. Критерій освіченості не має, однак, універсального характеру. Він по-різному заломлюється в різних соціальних умовах того чи іншого суспільства.
Виділяють первинну і вторинну аудиторію.
Первинна аудиторія — це аудиторія, що отримує інформацію безпосередньо із ЗМІ. Первинна аудиторія транслює отриману із ЗМІ інформацію для тих, хто безпосередньо зі ЗМІ не контактував. Так створюється вторинна аудиторія  [Архівовано 3 листопада 2016 у Wayback Machine.].

## Типологія

### Аудиторія преси
Інформація в пресі фіксується на паперовому листку і сприймається читачем «без посередників», сприяє виявленню ряду важливих властивостей взаємовідносин преси і аудиторії. По-перше, з'являється можливість швидкого ознайомлення зі всім репертуаром повідомлень, включених у номер чи книгу, що в свою чергу дає можливість отримати первинну, цілісну орієнтацію у всьому об'ємі і різноманітності інформації. По-друге, можна користуватися можливостями «відкладеного читання».
Основним методом вимірювання аудиторії преси є опитування за вчорашній день, як в формі особистого інтерв'ю, так і в формі телефонного опитування (CATI). Для дослідження аудиторії в цілому, використання телефонного методу ускладнено необхідністю зачитувати по телефону списку варіантів, який для друкованих видань може нараховувати більше сотні найменувань. При цьому частина видань все ще не потрапляє в список, і через більшу стандартизацію процесу CATI опитування. Інший недолік довгих списків видань в телефонному опитуванні — вплив місця в списку на ступінь згадування респондентами.
Основними параметрами при аналізі аудиторії преси є недавність (чи читав респондент видання в останній проміжок часу) і частотність (скільки із фіксованого числа останніх номерів читав респондент); а також частота (інтенсивність) читання і кількість читачів одного екземпляру видання.
Для нещоденних видань неприйнятний стандарт опитування по вчорашньому дню, для щомісячних видань малоінформативний і параметр недавності.

### Аудиторія радіо
Специфіка радіо складається перш за все в гігантській і різноманітній за складом аудиторії слухачів, а ще в тому, що передача сприймається тільки на слух. Аудиторія радіо, так само як і інші, ділиться на вікові категорії, розходиться за інтересами. Серед різноманіття радіо-передач, кожен вибирає свою сітку мовлення.
Тут важлива строга, чітко розрахована на аудиторію програмна політика, при хорошій реалізації якої «накладання» необхідних для однієї й іншої аудиторії передач буде мінімальним. 
Основними методами вимірювання аудиторії радіо з середини XX століття і досі залишаються щоденникова методика і опитування по вчорашньому дню. Через постійний ріст кількості радіостанцій (в першу чергу FM-радіо) їх дроблення за нішами ринку, росте текучість слухачів. Таким чином, радіо залишається достатньо динамічним видом ЗМІ і дані по радіопрослуховуванню швидко застарівають.
Окрема специфіка  у досліджень аудиторії іінтернет-радіо.
При вимірюванні аудиторії слухачів враховуються не тільки ті люди, котрі мають радіо дома, але і ті, хто має його в автомобілях. Рекламодавців цікавить не саме по собі технічне охоплення радіостанції, а кількість людей що її слухають. При вимірі радіоаудиторії використовується термін PUR (people/persons using radio) — число людей, що використовує радіо. Аудиторія радіо не постійна, і сильно коливається в залежності від сезону і часу. При оцінці аудиторії на радіо оперують поняттями рейтинг і доля. Часто в результатах досліджень використовується такий показник, як аудиторія вчорашнього дня. Постійна аудиторія позначає число людей, які слухають  радіо не рідше певної кількості разів на тиждень. Відмічається уважність прослуховування.
Daily reach — це охоплення щоденної радіоаудиторії.
Weekly reach — охоплення щотижневої аудиторії.
Cover - охоплення аудиторії.

### Аудиторія телебачення
Телебачення має значно більшу ефективність впливу, ніж друк і радіо. Серед населення телебачення користується більшою популярністю. В зв'язку зі своїм широким і різноманітним спектром телеканалів, кожна людина обирає собі свій «за смаком». Жанрове і тематичне розділення каналів дозволяє утримати рейтинг і привернути аудиторію. Крім того, мережі мовлення телеканалів стараються підлаштувати під особистісні якості більшості мас.
Телевізійний рейтинг вимірюється для конкретної телепередачі.
Перші вимірювання телевізійної аудиторії в США опирались на вибірку для оцінки рекламодавцями попиту на телепрограми і вартості рекламного часу. В 1950 році Артур Нільсен переніс методику, розроблену ним для аудиторії радіомовлення на аудиторію телебачення. Пізніше, в 60-х роках для вимірювання рейтингу Нільсена став використовуватись спеціальний електронний пристрій — піплметр, який приєднаний до телевізора, і щоденно пересилає зібрані дані телефонними лініями на комп'ютери компанії, що проводить дослідження. Рейтинг Нільсена опирався на поєднанні даних від приблизно 1700 установлених у постійних телеглядачів електронних пристроїв і на щоденникові записи групи змінюваного складу із 850 осіб.
Часто вживана одиниця вимірювання телевізійного рейтингу — очко (пойнт) телевізійного рейтингу (TVR, Television Ratings Point) — представляє 1% від всіх потенційних телеглядачів у певному районі за певний відрізок часу. Підраховується також TVR для окремих демографічних груп.
Інший показник розміру аудиторії — GRP, Gross Rating Point, відсоток населення, котрий було піддано рекламному впливу. Рахується методом сумування рейтингів кожного показу.
Телеперегляд того чи іншого каналу може характеризуватись декількома параметрами:
- загальний телеперегляд населенням;
- телеперегляд певною групою населення;
- середній щомісячний телеперегляд;
- середній щоденний телеперегляд;
- телеперегляд конкретного каналу;
- телеперегляд конкретної передачі;
- телеперегляд певного проміжку часу;
- динаміка тимчасових вимірювань в аудиторії;
- і т. д.

### Аудиторія інтернет-сайтів
В залежності від розглянутих часових рамок або регулярності відвідувань виділяются різні види аудиторії сайту: максимальна аудиторія, нерегулярна аудиторія, постійна (тижнева чи місячна), активна аудиторія, ядро аудиторії. Кількісні оцінки цих груп інтернет-користувачів враховуються вебаналітикою. Максимальна аудиторія сайту за певний період часу відповідає одному з основних показників відвідуваності сайту — кількості унікальних відвідувачів.
Основним методом якісного дослідження аудиторії інтернет-ресурсу є онлайн-опитування, що проводиться по електронній почті, або розміщується безпосередньо на сайті.
Важливими особливостями інтернет-аудиторії є по-перше, її активність, коли інтерактивність інтернет-середовища дозволяє не тільки споживати, а і створювати медіапродукт, а по-друге, легкість, з якою члени аудиторії можуть спілкуватися і налагоджувати зв'язки між собою.

## Методи досліджень
На практиці вимірювання аудиторії здійснюється тим чи іншим методом опитування населення, тобто звернення з запитаннями до населення в цілому або до певної групи людей для отримання як фактичної інформації, так і суб'єктивної — думок, оцінок, вподобань та ін.
За періодичністю медіадослідження, тобто дослідження вимірювання аудиторії, бувають:
- разові (проводяться лише один раз);
- хвильові (проводяться періодично «хвилями», зазвичай з рівними проміжками часу між ними, періодичність — зазвичай не частіше ніж раз в квартал);
- Безперервні(проводяться постійно протягом тривалого проміжку часу).

За способом отримання даних:
- опитувальні (респондента опитують за допомогою інтерв'ю, щоденників, анкет. В будь-якому випадку в опитуванні так чи інакше бере участь інтерв'юер),
- апаратні (людина — інтерв'юер — повністю виключена із процесу опитування. Респондент взаємодіє із приладом, котрий і знімає дані про його поведінку).

Ще одна важлива класифікація — за тривалістю відносин з респондентом:
- панельні (респондент опитується регулярно, впродовж певного відрізку часу); панель — група людей, відібрана для проведення дослідження.
- з дискретним складом респондентів (в вибірці кожен раз нові люди).[11]

Першою компанією, що пропонувала вимірювання аудиторії ЗМІ (радіо) в реальному часі був заснований в 1942 році Бразильський інститут суспільної думки і статистики.
Один з перших методів в цій області — дослідження щоденникових записів досліджуваної аудиторії про їх уподобання (для радіо — час і місце прослуховування). Метод потребує створення постійної групи респондентів, страждає від високої складності (необхідність вести постійний щоденник), суб'єктивності, але дозволяє досягати високої деталізації думок про медіапродукт — враховувати думки окремо про кожну пісню, серію тощо.
Другий метод заснований на опитуваннях вибірки населення про вчорашній день. При цьому опитування може бути телефонним  або в формі особистого інтерв'ю (за методом проведення), разовим, повторним (хвильовим) або постійним (за періодичністю), а сама вибірка — постійною (панель) або перемінною. Телефонне опитування має переваги дешевшої вартості, дозволяє опитувати більшу за розмірами вибірку і включати в неї групи населення, менш доступні для особистих інтерв'ю. Телефонне опитування за останнє десятиліття отримало форму CATI (Computer Assisted Telephone Interview, «телефонне інтерв'ю за допомогою комп'ютера»), коли інтерв'юери, що проводять опитування, відразу вводять відповіді в комп'ютер і подальша обробка проводиться спеціалізованою комп'ютерною програмою. При цьому використовуються більш стандартизовані, ніж при особистому інтерв'ю, питання.
Апаратний метод приміняється, як правило, при дослідженні аудиторії телебачення і базується на спеціальному електронному пристрої (Піплметр), що встановлюється у постійної вибірки телеглядачів для контролю за переглядом конкретних телеканалів і телепрограм.

### Соціологія аудиторії
Існує два підходи до аудиторії в теорії засобів масової інформації: з точки зору теорії комунікації і емпіричний.
В рамках теоретико-комунікативного підходу послідовно змінились три концепції. В 1930-х — 1950-х роках аудиторія вважалась сукупністю розрізнених, анонімних і пасивних споживачів повідомлень, а масова комунікація визначалась як однонаправлений процес. В 1950-х — 1970-х роках в аудиторії побачили сукупності малих груп, члени котрих зв'язані між собою інформаційним взаємозв'язком. Процес сприйняття комунікацій аудиторією перестав розглядатися як повністю пасивний, і став розглядатися як двохступеневий: від ЗМІ до «лідерів думок» і вже в їх інтерпретації — до інших членів малих груп. Увагу дослідників привертав зворотній зв'язок від аудиторії до ЗМІ. З 1970-х років  аудиторія розглядається як постійно змінювана соціальна спільнота, а члени аудиторії — як ті що здійснюють активний вибір.
В рамках емпіричного підходу аудиторія розглядається з маркетингової (економічної) або пропагандистської (політичної) точок зору. Цей підхід розглядає аудиторію, як ресурс, об'єкт впливу в рекламних чи PR-кампаніях. ЗМІ заохочуючи в свою аудиторію ту чи іншу долю населення, пропонують цей ресурс для використання замовникам. Цей підхід привів до розвитку методів кількісного дослідження аудиторії, а в області якісних досліджень — до розвитку методик емпіричного вивчення закономірностей в поведінці.

### Ставлення аудиторії до ЗМІ
Різноманіття форм ставлення до ЗМІ: мотиви звернення до них, тематичні інтереси, уподобання, очікування, оцінки, побажання — не отримало закінченого опису на теоретичному рівні. Це, як відмічалось, частково пов'язано з тим, що на відміну від поведінки аудиторії, дослідження мотиваційної сфери — різноманітних виявів внутрішнього, суб'єктивного відношення до ЗМІ — не стандартизовано. Тут більша свобода для
авторів досліджень і в постановці задач, і в виборі показників, і в техніці отримання інформації. Відношення вивчається і кількісними, і якісними методами (через глибинне інтерв'ю, фокус-групи, в таких випадках фіксуються не статистичні показники, а види суджень опитуваних).
На відміну  від теоретиків, читачі, слухачі, глядачі не зобов'язані розумітись в функціях ЗМІ. До того ж використання цих джерел настільки рутинне, що дивно було б кожний раз задумуватися в звичайній ситуації, навіщо це робиш. Проте разом з тим у багатьох є власне уявлення про те, навіщо їм та іншим це може бути потрібно, — мотивація вибору каналів масової інформації. Іноді це не збігається: наприклад, в ряді проведених раніше опитувань більшість респондентів ствердно відповідали на питання типу: «Чи повинні друк, радіо, телебачення впливати на людей, формувати правильне уявлення про те що відбувається?». Але якщо питання ставилися так: чи повинні вони впливати на самого опитуваного — частіше могла бути отримана заперечна відповідь, оскільки ніхто не хоче бути об'єктом ідеологічного впливу, залишаючи це для інших.